# Communauté de communes Vézère-Monédières-Millesources
La Communauté de communes de Vézère-Monédières-Millesources est un établissement public de coopération intercommunale (EPCI) français, située dans le département de la Corrèze et la région Nouvelle-Aquitaine.
Elle est née de l'éclatement de Communauté de communes de Vézère Monédières et de Bugeat - Sornac - Millevaches au Cœur.

## Historique
Le projet de schéma départemental de coopération intercommunale de 2015 préconise une fusion aux deux structures intercommunales car le seuil de population de 5 000 habitants n'est tout juste pas atteint. La CC de Vézère Monédières serait dans une hypothèse fusionné avec Tulle Agglo.
Les communes qui la composent ne souhaitaient pas être absorbées par les grands centres de Tulle et d'Ussel, se situant à plus de cinquante kilomètres et pour lesquels elles ont peu d’attirance. Une partie alors dépose un amendement pour constituer une comcom rurale : Le Lonzac décide alors de rejoindre l’agglo. De l’autre côté, Haute-Corrèze Communauté est créé avec cinq autres communautés de communes (Gorges de la haute Dordogne, Pays d'Eygurande, Sources de la Creuse, Ussel – Meymac – Haute-Corrèze, et Val et plateaux bortois) : 8 communes sont extraites (Bonnefond, Gourdon-Murat, Grandsaigne, Lestards, Pradines, Tarnac, Toy-Viam et Viam) pour rejoindre l'intercommunalité. Avec 5063 habitants, la communauté de communes respecte le seuil.
Le 1er janvier 2023, la commune de Bugeat rejoint la communauté de communes.

## Territoire communautaire

### Composition
Entre 2017 et 2022, la communauté de communes est composée de 19 communes. À partir du 1er janvier 2023 son périmètre est agrandi à 20 communes à la suite de l'adhésion de la commune de Bugeat.
La communauté de communes est composée des 20 communes suivantes :

| Nom                       | Code Insee | Gentilé         | Superficie (km2) | Population (dernière pop. légale) | Densité (hab./km2) |
| ------------------------- | ---------- | --------------- | ---------------- | --------------------------------- | ------------------ |
| Treignac (siège)          | 19269      | Treignacois     | 36,73            | 1 258 (2022)                      | 34                 |
| Affieux                   | 19001      | Affieucois      | 30,19            | 376 (2022)                        | 12                 |
| Bugeat                    | 19033      | Bugeacois       | 30,99            | 741 (2022)                        | 24                 |
| Bonnefond                 | 19027      |                 | 45,06            | 114 (2022)                        | 2,5                |
| Chamberet                 | 19036      | Chambertois     | 69,85            | 1 422 (2022)                      | 20                 |
| L'Église-aux-Bois         | 19074      |                 | 16,2             | 51 (2022)                         | 3,1                |
| Gourdon-Murat             | 19087      | Gourdonnais     | 15,81            | 85 (2022)                         | 5,4                |
| Grandsaigne               | 19088      | Grandsaignois   | 19,92            | 48 (2022)                         | 2,4                |
| Lacelle                   | 19095      | Lacellois       | 20,58            | 136 (2022)                        | 6,6                |
| Lestards                  | 19112      | Lestarois       | 18,52            | 115 (2022)                        | 6,2                |
| Madranges                 | 19122      | Madrangeois     | 12,88            | 168 (2022)                        | 13                 |
| Peyrissac                 | 19165      | Peyrissacois    | 5,89             | 127 (2022)                        | 22                 |
| Pradines                  | 19168      | Pradinois       | 19,59            | 86 (2022)                         | 4,4                |
| Rilhac-Treignac           | 19172      |                 | 9,42             | 116 (2022)                        | 12                 |
| Saint-Hilaire-les-Courbes | 19209      | Saint-Hilairois | 36,36            | 173 (2022)                        | 4,8                |
| Soudaine-Lavinadière      | 19262      | Vinadièrois     | 21,86            | 143 (2022)                        | 6,5                |
| Tarnac                    | 19265      | Tarnacois       | 67,46            | 338 (2022)                        | 5                  |
| Toy-Viam                  | 19268      |                 | 9,93             | 35 (2022)                         | 3,5                |
| Veix                      | 19281      | Veiens          | 22,14            | 74 (2022)                         | 3,3                |
| Viam                      | 19284      | Viamois         | 29,99            | 85 (2022)                         | 2,8                |

### Démographie
| 1968  | 1975  | 1982  | 1990  | 1999  | 2010  | 2015  | 2021  |
| ----- | ----- | ----- | ----- | ----- | ----- | ----- | ----- |
| 8 372 | 7 694 | 7 136 | 6 612 | 6 125 | 5 958 | 5 852 | 5 685 |

## Administration

### Siège
La communauté de communes a son siège à Treignac, 15 avenue du Général de Gaulle.

### Conseil communautaire
Depuis 2023, le conseil communautaire est réparti comme suit:
| Nombre de délégués | Communes            |
| ------------------ | ------------------- |
| 8                  | Treignac, Chamberet |
| 4                  | Bugeat              |
| 2                  | Affieux, Tarnac     |
| 1                  | Les autres communes |

### Présidence
La communauté de communes est actuellement présidée par 
| Période      | Période  | Identité       | Étiquette | Qualité                            |
| ------------ | -------- | -------------- | --------- | ---------------------------------- |
| janvier 2017 | En cours | Philippe Jenty | DVD       | Maire de Saint-Hilaire-les-Courbes |

### Régime fiscal et budget
Le régime fiscal de la communauté de communes est la fiscalité professionnelle unique (FPU).